# لوئیجی د لائورنتیس
لوئیجی د لائورنتیس (ایتالیایی: Luigi De Laurentiis؛ ۱۶ فوریهٔ ۱۹۱۷ – ۳۰ مارس ۱۹۹۲) تهیه‌کننده فیلم اهل ایتالیا بود.
از فیلم‌هایی که وی در آن‌ها نقش داشته‌است، می‌توان به هوس، کریسمس در ریو، کشور زنگ‌ها و خواهران و برادران اشاره نمود.